# Parafia Wszystkich Świętych i Matki Boskiej Różańcowej w Pszczynie
Parafia Wszystkich Świętych – rzymskokatolicka parafia znajdująca się w Pszczynie. Parafia należy do dekanatu pszczyńskiego. Kościołem parafialnym jest Kościół Wszystkich Świętych w Pszczynie.

## Historia
Parafia po raz pierwszy wzmiankowana została w spisie świętopietrza parafii dekanatu Oświęcim diecezji krakowskiej z 1326 roku pod nazwą Plessina i ponownie w 1327, powstała jednak wcześniej. W kolejnych spisach świętopietrza z lat 1346 – 1358 występuje w zapisach Plessna, Plessina, Plesina. Około 1350 roku powstał dekanat Pszczyna, który podlegał diecezji krakowskiej do 1821 roku, kiedy to na mocy bulli papieża Piusa VII De salute animarum z 17 lipca przyłączony został do diecezji wrocławskiej.
W listopadzie 1598 wizytacji kościelnej (pierwszej po soborze trydenckim) dekanatu pszczyńskiego dokonał archidiakon krakowski Krzysztof Kazimirski na zlecenie biskupa Jerzego Radziwiłła. Według sporządzonego sprawozdania kościół w Civitas Blstina znajdował się w rękach luterańskich.

### Proboszczowie[6][7]
- Ks. Mikołaj, wzm. 1326
- Ks. Paweł Fogil, wzm. 1444/1449
- Ks. Mikołaj, wzm. 1467
- Ks. Jan Otrębka, wzm. 1482/1484
- Ks. Jan Awethart, wzm. 1489
- Ks. Jan Urbanowski, wzm. 1491
- Ks. Marcin de Kroszny, wzm. 1524/1529
- Ks. Maciej Szikora, do 1563
- Ks. Bartłomiej Wierzchowski, 1563–1568
- Ks. Marcin Trinesius (pastor ewangelicki), 1568-1577
- Ks. Maciej Pretorius (pastor ewangelicki), 1577-1588
- Ks. Marcin Schimbarski (pastor ewangelicki), 1588-1598
- Ks. Wawrzyniec Schlosserus (pastor ewangelicki), 1598-1600
- Ks. Wiktoryn Froehlich (pastor ewangelicki), 1600-1621
- Ks. Jan Hoffmann (pastor ewangelicki), 1621-1628
- Ks. Tomasz Wydrzychoń, 1628-1630
- Ks. Stanisław Bloch, 1630-1653
- Ks. Baltazar Przerębski, 1654-1660
- Ks. Jan Rakowski, 1660-1675
- Ks. Franciszek Szafrański, 1675-1690
- Ks. Wojciech Gawliński, 1690-1716
- Ks. Piotr Zborowski, 1717-1721
- Ks. Mikołaj Steblicki, 1721-1736
- Ks. Fryderyk de Cybulka, 1741-1768
- Ks. Tomasz Trzebień, 1768-1787
- Ks. Sebastian Niemczyński, 1787-1795
- Ks. Ignacy Muentzer, 1795-1810
- Ks. Teofil Kosmeli, 1811-1821
- Ks. Walenty Hanussek, 1821-1833
- Ks. Ernest Kosmeli, 1833-1879
- Ks. Hugon Ohl, 1879-1905
- Ks. Alojzy Koziełek, administrator 1905
- Ks. Jerzy Thielmann, 1905-1922
- Ks. Mateusz Bielok, administrator 1922–1923, proboszcz 1923-1950
- Ks. Józef Tchórz, substytut 1949-1950
- Ks. Józef Kuczera, administrator 1950-1957, proboszcz 1957-1989
- Ks. Tadeusz Stachoń, administrator 1989-1990
- Ks. Krystian Janko, 1990-2018
- Ks. Damian Gatnar, od 2018